# Dendrosenecio cheranganiensis
Dendrosenecio cheranganiensis (Cotton & Blakelock) E.B.Knox, 1993 è una pianta  appartenente alla famiglia delle Asteraceae, diffusa in Kenya.

## Descrizione
La specie ha fusto alto sino a 6 m, ramificato.
Le foglie, carnose, lunghe oltre 90 cm, sono riunite in dense rosette apicali. Quando muoiono, si essiccano e restano saldamente inserite al tronco formando uno spesso strato isolante.

## Distribuzione e habitat
È una specie endemica delle Cherangani Hills.

## Tassonomia
Sono note due sottospecie:
- Dendrosenecio cheranganiensis subsp. cheranganiensis
- Dendrosenecio cheranganiensis subsp. dalei